# E.J. Bonilla
E.J. Bonilla, właśc. Edward Joshua Bonilla (ur. 25 stycznia 1988 w Brooklynie) – amerykański aktor. Odtwórca roli Raphaela „Rafe” Rivery w operze mydlanej CBS Guiding Light (2007–2009), za którą w 2009 był nominowany do Nagrody Emmy dla wybitnego młodszego aktora w serialu dramatycznym.

## Życiorys
Urodził się w Brooklynie w Nowym Jorku w rodzinie z Portoryko. Uczęszczał do John Ericsson Junior High School 126 na Greenpoincie w Brooklynie, gdzie związał się z zespołem grającym na trąbce, zainteresował się poezją i tańcem. Już w gimnazjum i liceum brał udział w teatrze muzycznym. Bonilla uczęszczał do szkoły średniej Studiów Środowiskowych. Po raz pierwszy zainteresował się aktorstwem w dziewiątej klasie, kiedy obsadzono go w roli Danny’ego Zuko w przedstawieniu Grease. W 2006 ukończył szkołę średnią, a następnie uczęszczał do Bard College.
Od 18 maja 2007 do 18 września 2009 grał postać nastoletniego Raphaela „Rafe” Rivery, syna Augustusa „Gusa” Aitoro w operze mydlanej CBS Guiding Light.

## Filmografia

### Filmy
- 2006: Młodzi gniewni. Historia Rona Clarka (TV) jako latynoski dzieciak
- 2019: Bliźniak jako Marino
- 2019: Królowe zbrodni jako Gonzalo Martinez

### Seriale
- 2006: Prawo i porządek: Zbrodniczy zamiar jako Fraco
- 2007–2009: Guiding Light' jako Raphael „Rafe” Rivera
- 2009: Prawo i porządek' jako Carlos
- 2009: Znudzony na śmierć' jako Francisco
- 2010: Dowody zbrodni' jako Ronnie Tavares '93
- 2011: Zaprzysiężeni' jako Julio
- 2012: Słowo na R' jako Scott
- 2012–2013: Zemsta' jako Marco Romero
- 2013: Shameless – Niepokorni' jako Jesus
- 2015–2016: Unforgettable: Zapisane w pamięci' jako Denny Padilla
- 2017: Madam Secretary' jako Juan-Luis Moreno
- 2018: Niepewne' jako pokonany facet z załogi
- 2018: Bull' jako Gabriel
- 2024: Chicago PD' jako oficer Danny Alvarado